# 开元十五道
开元十五道，唐玄宗于开元二十一年（733年），在唐太宗贞观十道的基础上，将十道进一步分成了十五个道。关内道的长安地区列为京畿道，河南道的洛阳地区列为都畿道，山南道分为山南东道、山南西道，江南道分为江南东道、江南西道、黔中道，岭南道的福州、建州、泉州划归江南东道。
各道置采访使，仿照西汉的刺史制度，只起监察性作用。但不久后爆发安史之乱，原本只用于边境地区的节度使制度被广泛用于全国，节度使一般被授予州刺史，于是同时掌握本州甚至邻州的军政权力，而且其辖区也成为“道”，或称“藩镇”，成为有实际权力的一级非正式行政区划。到唐宪宗元和年间，天下政区已经基本被各节度使、观察使、经略使、防御使瓜分，开元十五道完全失去了实际意义，只保留了地理意义，比如江南西道为现在江西省名称的渊源。